# 日向前田站
日向前田站（日语：／ Hyūga-Maeda eki */?）位於宮崎縣都城市高崎町，是九州旅客鐵道（JR九州）
吉都線上的車站。

## 車站構造
岸式月台1面1線的地上站。無人車站，沒有站房，但月台上有候車室。

## 車站周邊
- 都城市立高崎麓小學
- 國道221號
- 宮崎自動車道 - 日向高崎PA

## 历史
- 1947年（昭和22年）3月1日 - 設立
- 1987年（昭和62年）4月1日 - 國鐵分割民營化後成為九州旅客鐵道（JR九州）轄下的車站。

## 相鄰車站
九州旅客鐵道
吉都線
高原－日向前田－高崎新田

## 相關項目
- 日本鐵路車站列表

## 外部連結
- JR九州 － 日向前田車站 （页面存档备份，存于）（日語）